# Comté de Laramie
Pour les articles homonymes, voir Laramie.
Le comté de Laramie est un comté de l'État du Wyoming dont le siège est Cheyenne, la capitale de l'État. Il est situé à l'angle sud-est de l’État. Selon le recensement de 2010, sa population est de 91 738 habitants. C'est le comté le plus peuplé du Wyoming. La ville de Laramie est située plus à l'ouest, dans le comté d'Albany.
Le comté a été nommé en l'honneur de Jacques La Ramée, un trappeur franco-canadien.

## Historique
Le comté de Laramie a été créé en 1867 comme comté du territoire du Dakota. La même année, une partie du comté a été détachée pour créer le comté de Sweetwater ; en 1868 d'autres cessions ont eu lieu pour créer les comtés d'Albany et de Carbon. Le comté de Laramie est devenu un comté du territoire du Wyoming lorsque celui-ci a été formé en 1869. Le comté de Crook a été créé avec des terres cédées par le comté de Laramie en 1875 ; de même que le comté de Converse en 1888 ; ou les comtés de Goshen et Platte en 1911, donnant au comté de Laramie ses limites actuelles.

## Géographie
Selon le Bureau du recensement des États-Unis, le comté a une superficie totale de 6 960 km2. 

### Géolocalisation
| Comté de Platte             | Comté de Goshen          | Comté de Banner (Nebraska)  |
| Comté d’Albany              | Comté de Laramie         | Comté de Kimball (Nebraska) |
| Comté de Larimer (Colorado) | Comté de Weld (Colorado) |                             |